# Maacoccus cinnamomicolus
Maacoccus cinnamomicolus är en insektsart som först beskrevs av Takahashi 1952.  Maacoccus cinnamomicolus ingår i släktet Maacoccus och familjen skålsköldlöss. Inga underarter finns listade i Catalogue of Life.